# Liste des députés européens de Bulgarie de la 8e législature

Cet article présente la liste des députés européens de Bulgarie de la 8e législature (2014-2019).

## Liste
| Nom                                                                                              | Sièges | Parti | Groupe parlementaire européen |
| ------------------------------------------------------------------------------------------------ | ------ | --- | ----------------------------- |
| Tomislav Donchev (démissionne le 6 novembre 2014) Andrey Novakov (à partir du 24 novembre 2014)  | 6      | Citoyens pour le développement européen de la Bulgarie (GERB) Граждани за европейско развитие на България (ГЕРБ) Graždani za evropejsko razvitie na Bǎlgarija        | PPE                           |
| Andrey Kovatchev                                                                                 | 6      | Citoyens pour le développement européen de la Bulgarie (GERB) Граждани за европейско развитие на България (ГЕРБ) Graždani za evropejsko razvitie na Bǎlgarija        | PPE                           |
| Mariya Gabriel (démissionne le 6 juillet 2017) Asim Ademov (à partir du 14 septembre 2017)       | 6      | Citoyens pour le développement européen de la Bulgarie (GERB) Граждани за европейско развитие на България (ГЕРБ) Graždani za evropejsko razvitie na Bǎlgarija        | PPE                           |
| Vladimir Urutchev                                                                                | 6      | Citoyens pour le développement européen de la Bulgarie (GERB) Граждани за европейско развитие на България (ГЕРБ) Graždani za evropejsko razvitie na Bǎlgarija        | PPE                           |
| Eva Maydell                                                                                      | 6      | Citoyens pour le développement européen de la Bulgarie (GERB) Граждани за европейско развитие на България (ГЕРБ) Graždani za evropejsko razvitie na Bǎlgarija        | PPE                           |
| Emil Radev                                                                                       | 6      | Citoyens pour le développement européen de la Bulgarie (GERB) Граждани за европейско развитие на България (ГЕРБ) Graždani za evropejsko razvitie na Bǎlgarija        | PPE                           |
| Svetoslav Malinov                                                                                | 1      | Bloc réformateur - Démocrates pour une Bulgarie forte (DSB) Реформаторски блок - Демократи за силна България (ДСБ) Reformatorski Blok - Demokrati za Silna Bălgarija | PPE                           |
| Momchil Nekov                                                                                    | 4      | Parti socialiste bulgare (BSP) Българска социалистическа партия (БСП) Bulgarska sotsialisticheska partiya                                                            | S&D                           |
| Sergueï Stanichev                                                                                | 4      | Parti socialiste bulgare (BSP) Българска социалистическа партия (БСП) Bulgarska sotsialisticheska partiya                                                            | S&D                           |
| Iliana Iotova (démissionne le 16 janvier 2017) Peter Kouroumbashev (à partir du 17 janvier 2017) | 4      | Parti socialiste bulgare (BSP) Българска социалистическа партия (БСП) Bulgarska sotsialisticheska partiya                                                            | S&D                           |
| Georgi Pirinski                                                                                  | 4      | Parti socialiste bulgare (BSP) Българска социалистическа партия (БСП) Bulgarska sotsialisticheska partiya                                                            | S&D                           |
| Filiz Hyusmenova                                                                                 | 4      | Mouvement des droits et des libertés (DPS) Движение за права и свободи (ДПС) Dvizhenie za prava i svobodi                                                            | ADLE                          |
| Nedzhmi Ali                                                                                      | 4      | Mouvement des droits et des libertés (DPS) Движение за права и свободи (ДПС) Dvizhenie za prava i svobodi                                                            | ADLE                          |
| Ilhan Kyuchyuk                                                                                   | 4      | Mouvement des droits et des libertés (DPS) Движение за права и свободи (ДПС) Dvizhenie za prava i svobodi                                                            | ADLE                          |
| Iskra Mihaylova (Delyan Peevski est élu mais renonce avant de siéger)                            | 4      | Mouvement des droits et des libertés (DPS) Движение за права и свободи (ДПС) Dvizhenie za prava i svobodi                                                            | ADLE                          |
| Nikolay Barekov                                                                                  | 2      | Recharger la Bulgarie (ex-Bulgarie sans censure) Презареди България Prezaredi Balgariya                                                                              | CRE                           |
| Angel Dzhambazki                                                                                 | 2      | VMRO - Mouvement national bulgare (VMRO-BND) ВМРО - Българско национално движение (ВМРО–БНД) VMRO - Bălgarsko nacionalno dviženie                                    | CRE                           |

## Galerie

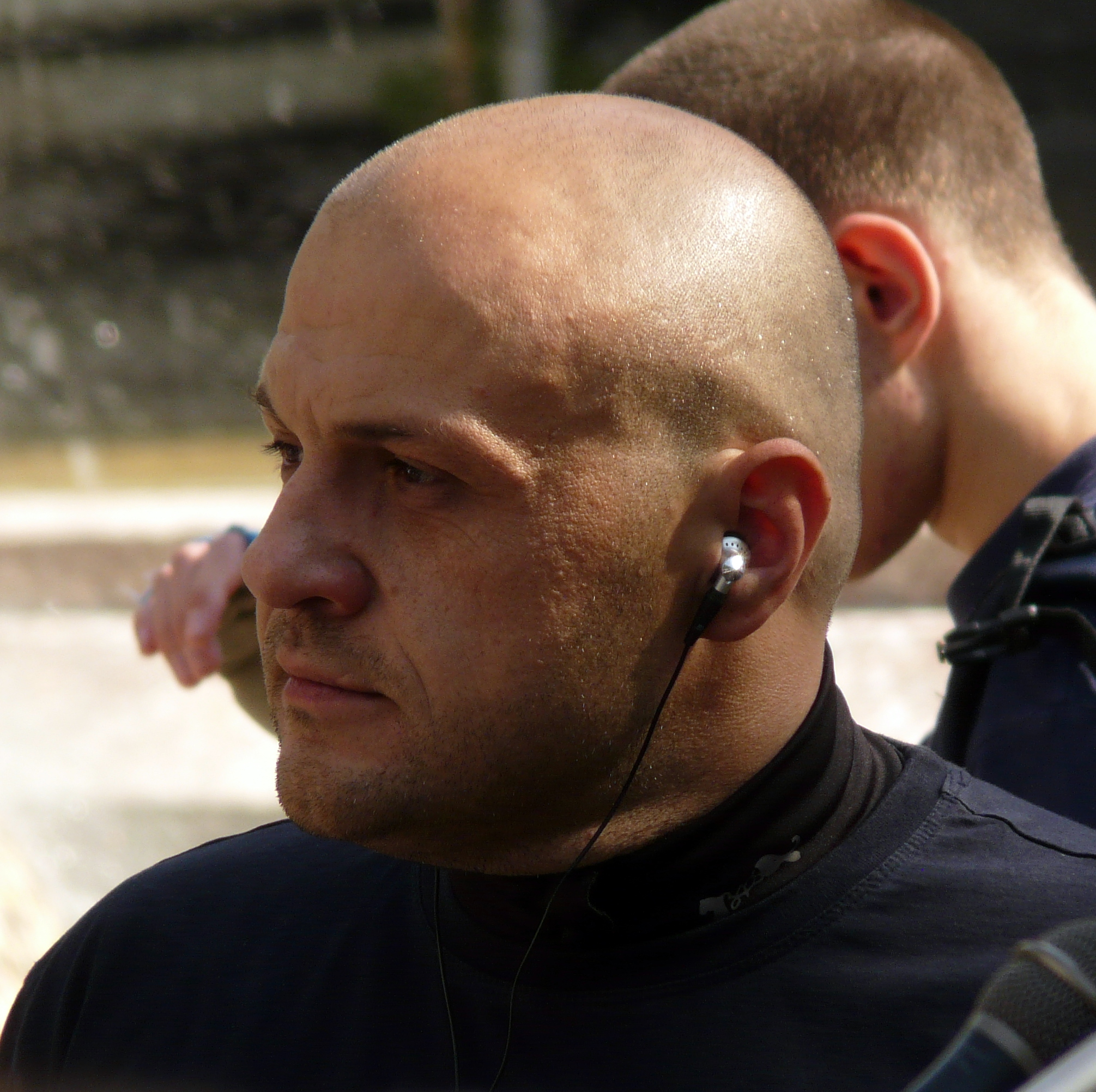
Tomislav Donchev, GERB.
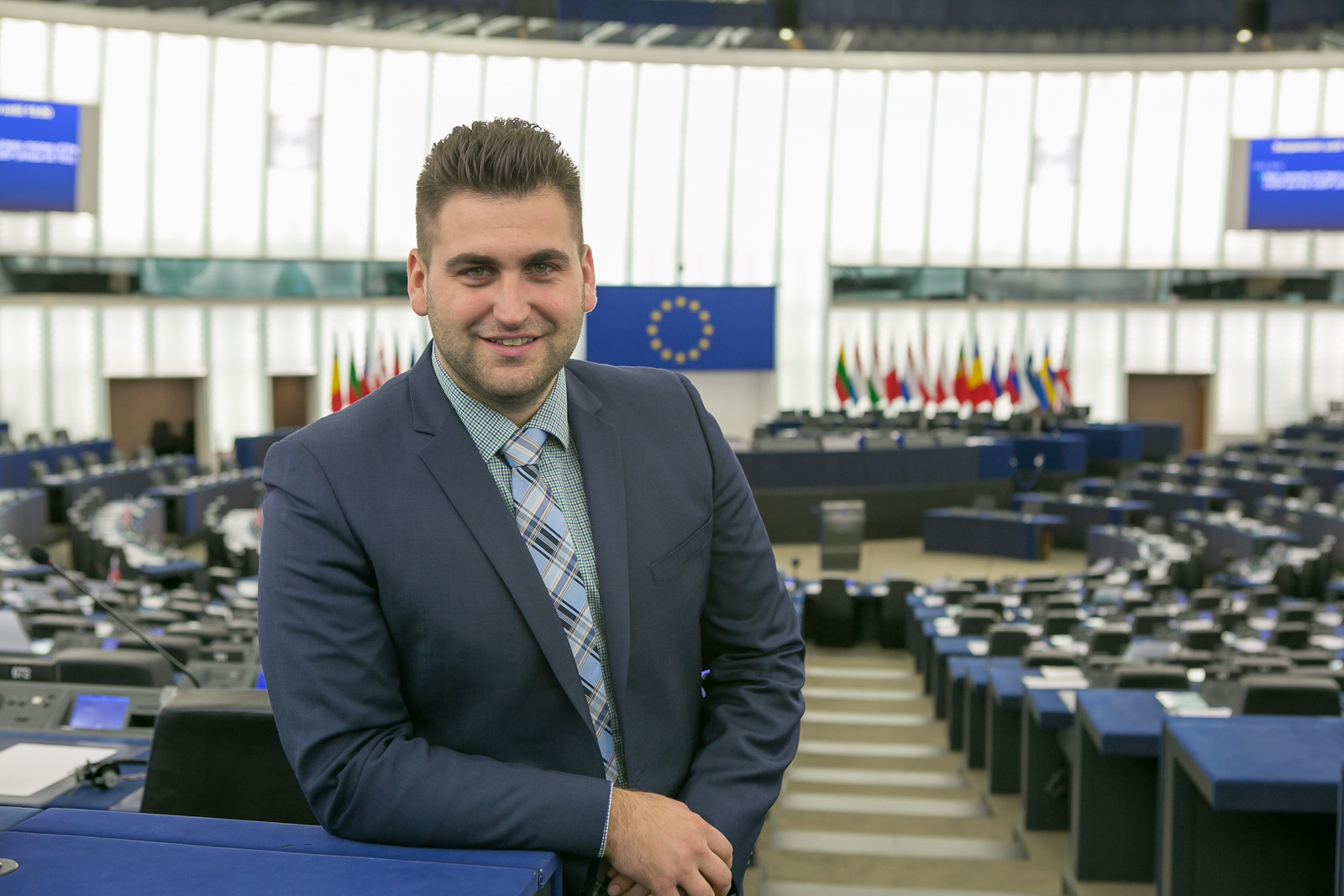
Andrey Novakov, GERB.
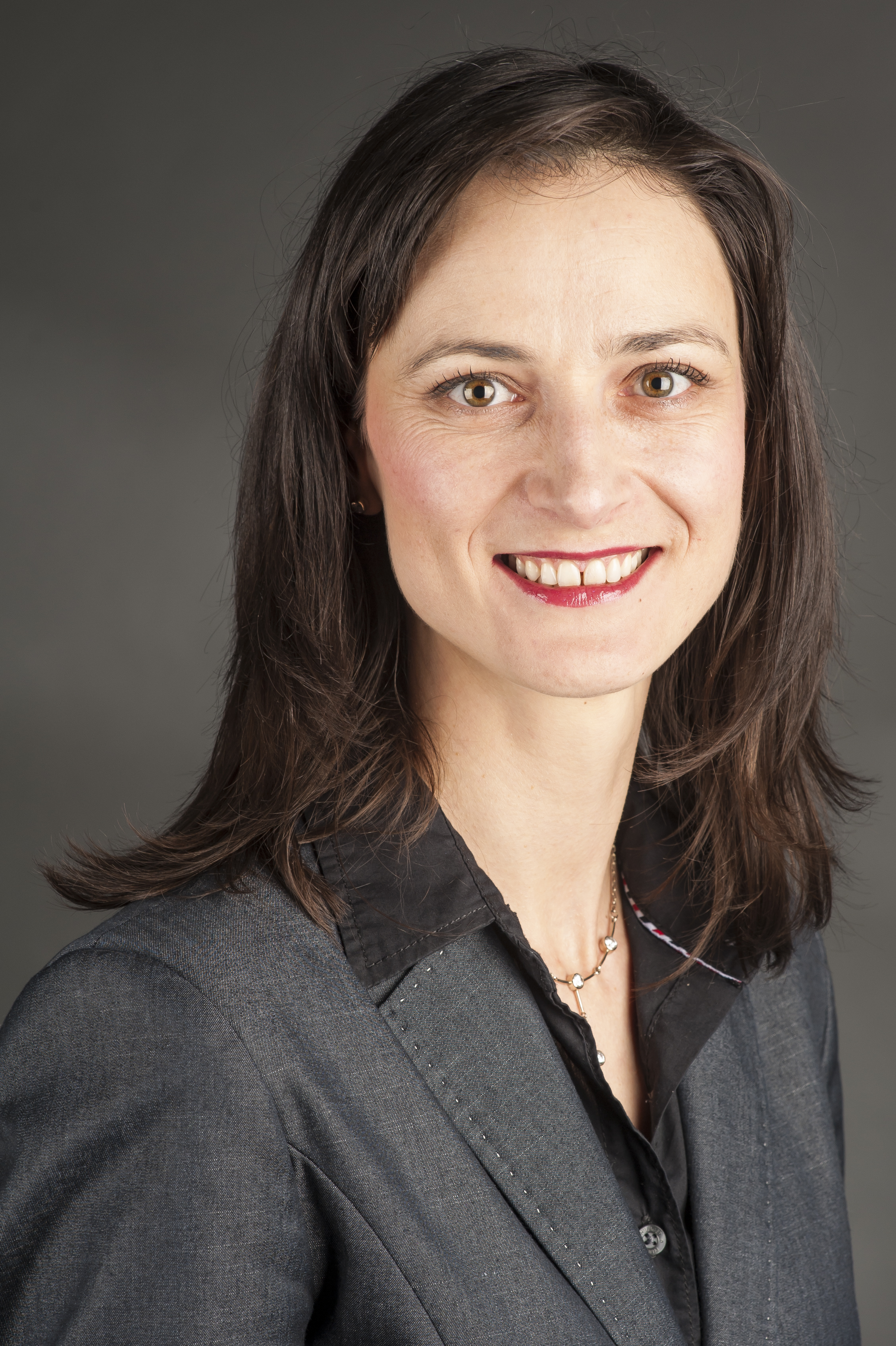
Mariya Gabriel, GERB.
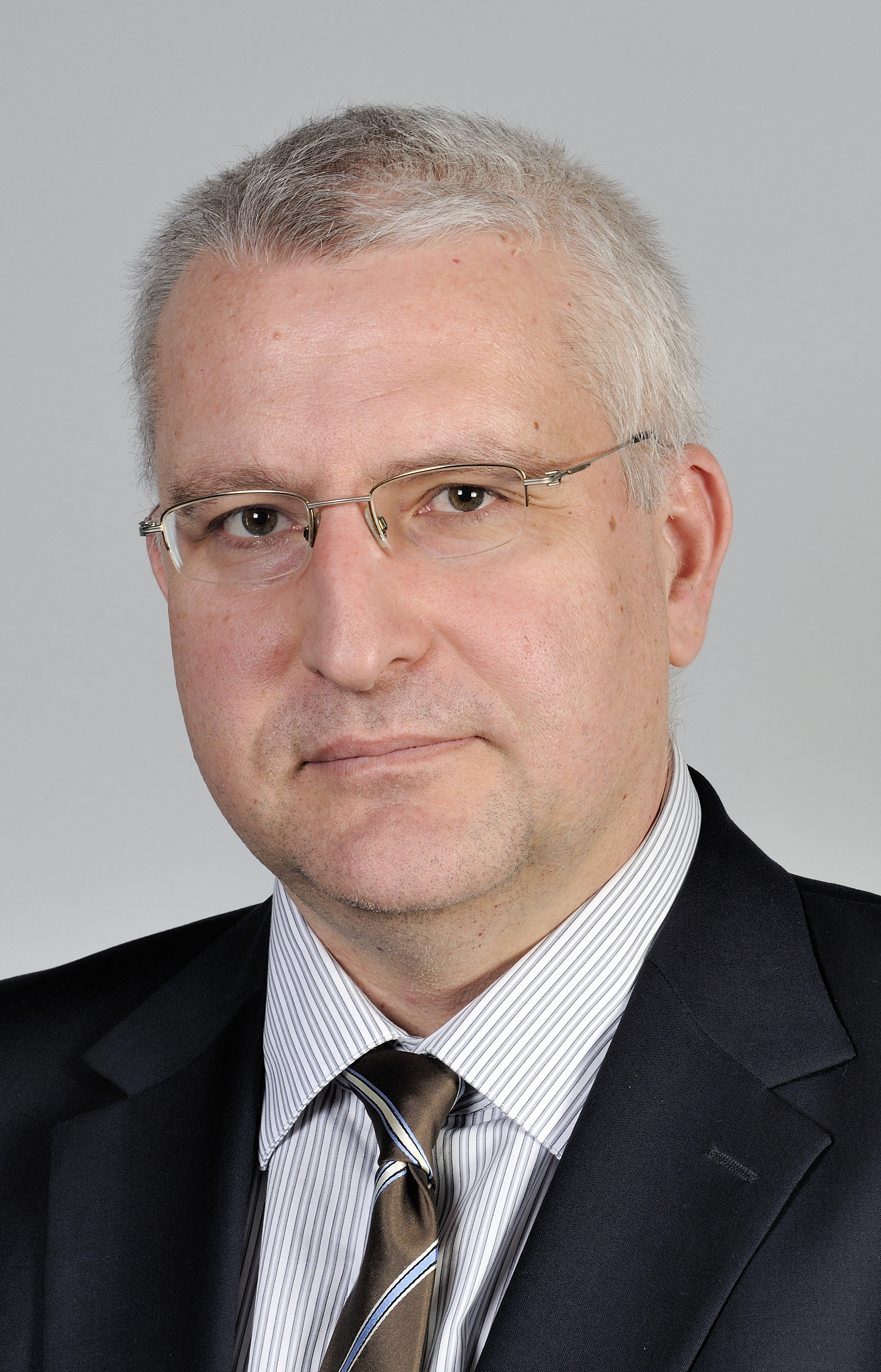
Svetoslav Malinov, DSB.
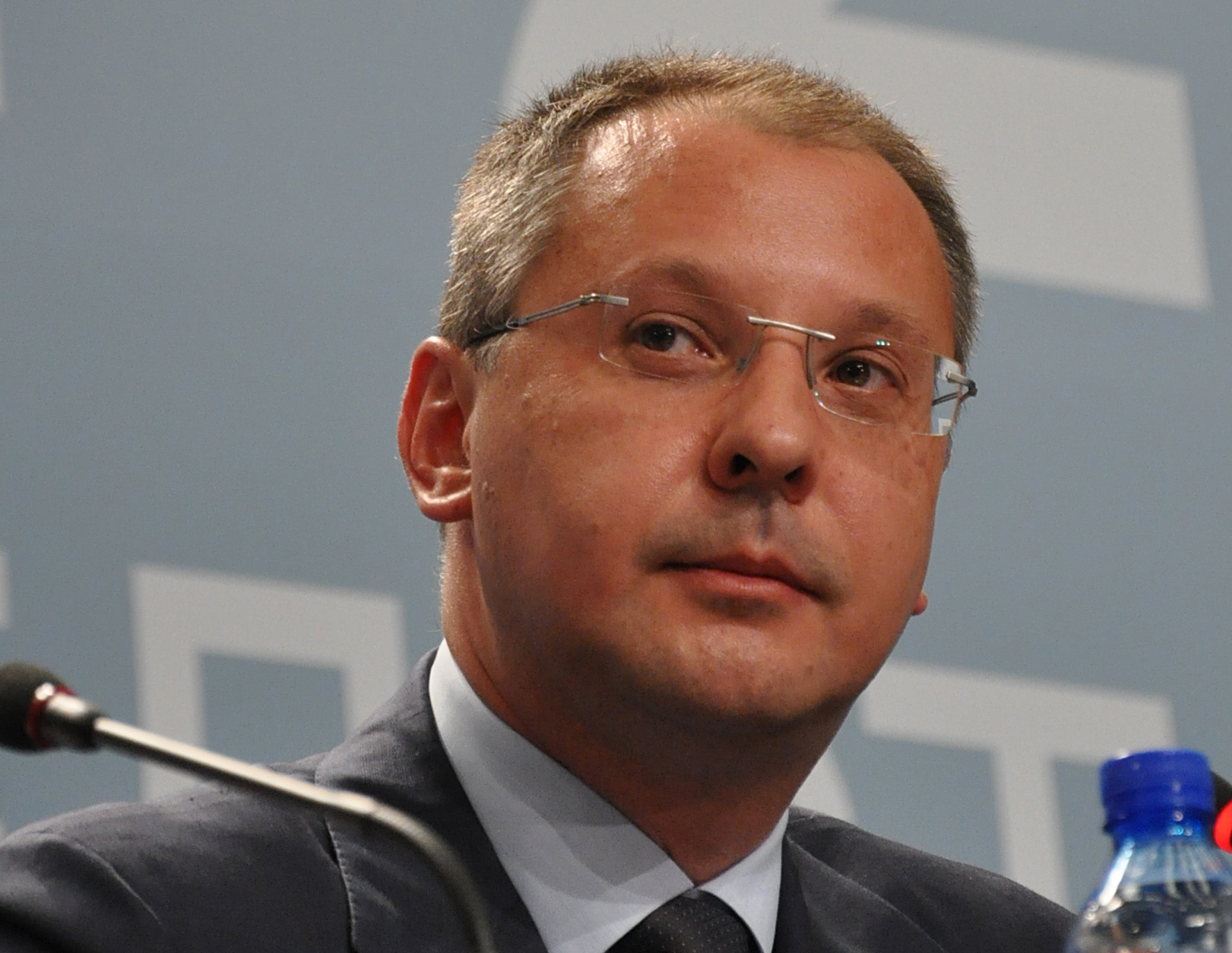
Sergueï Stanichev, BSP.
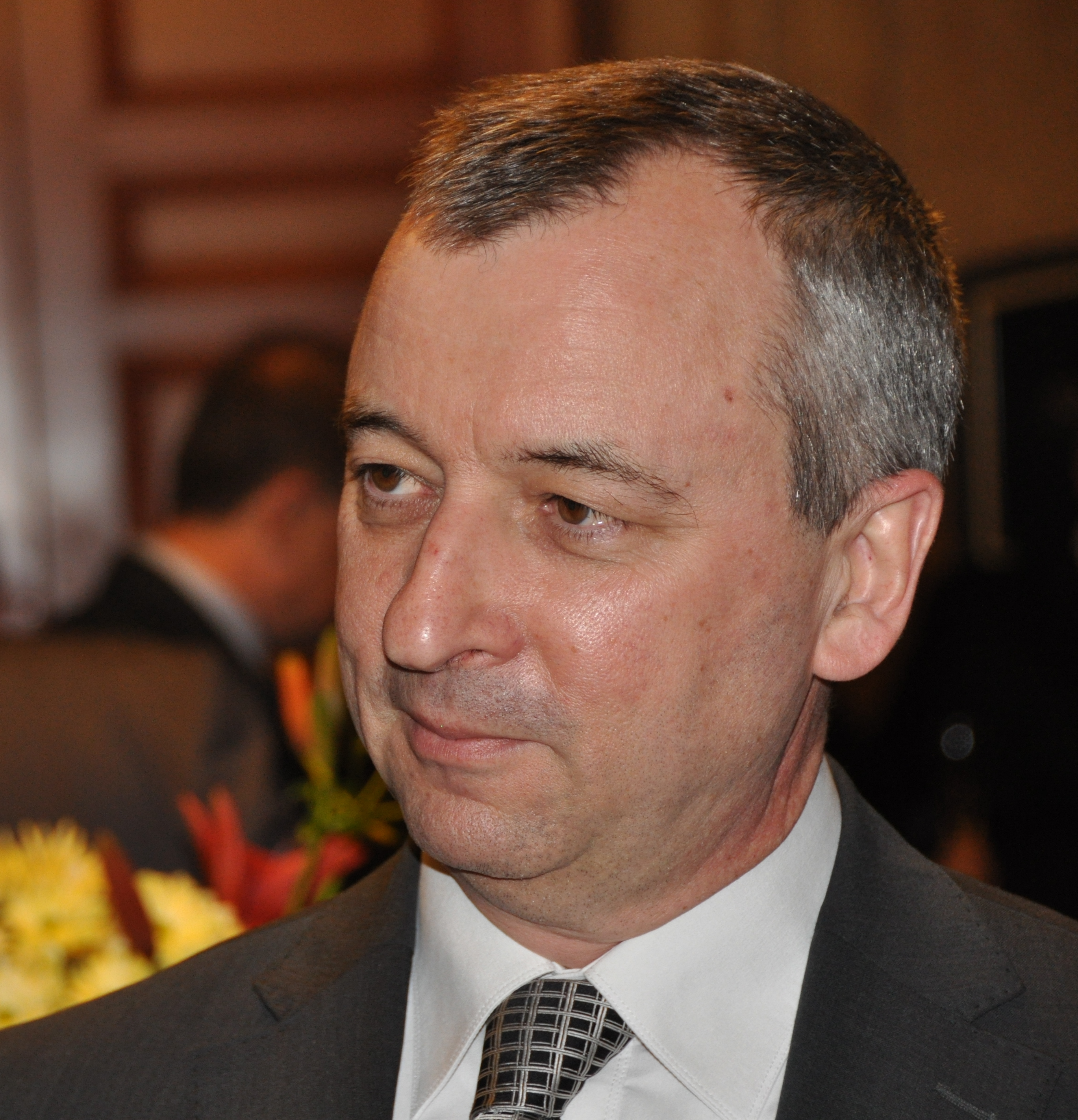
Georgi Pirinski, BSP.
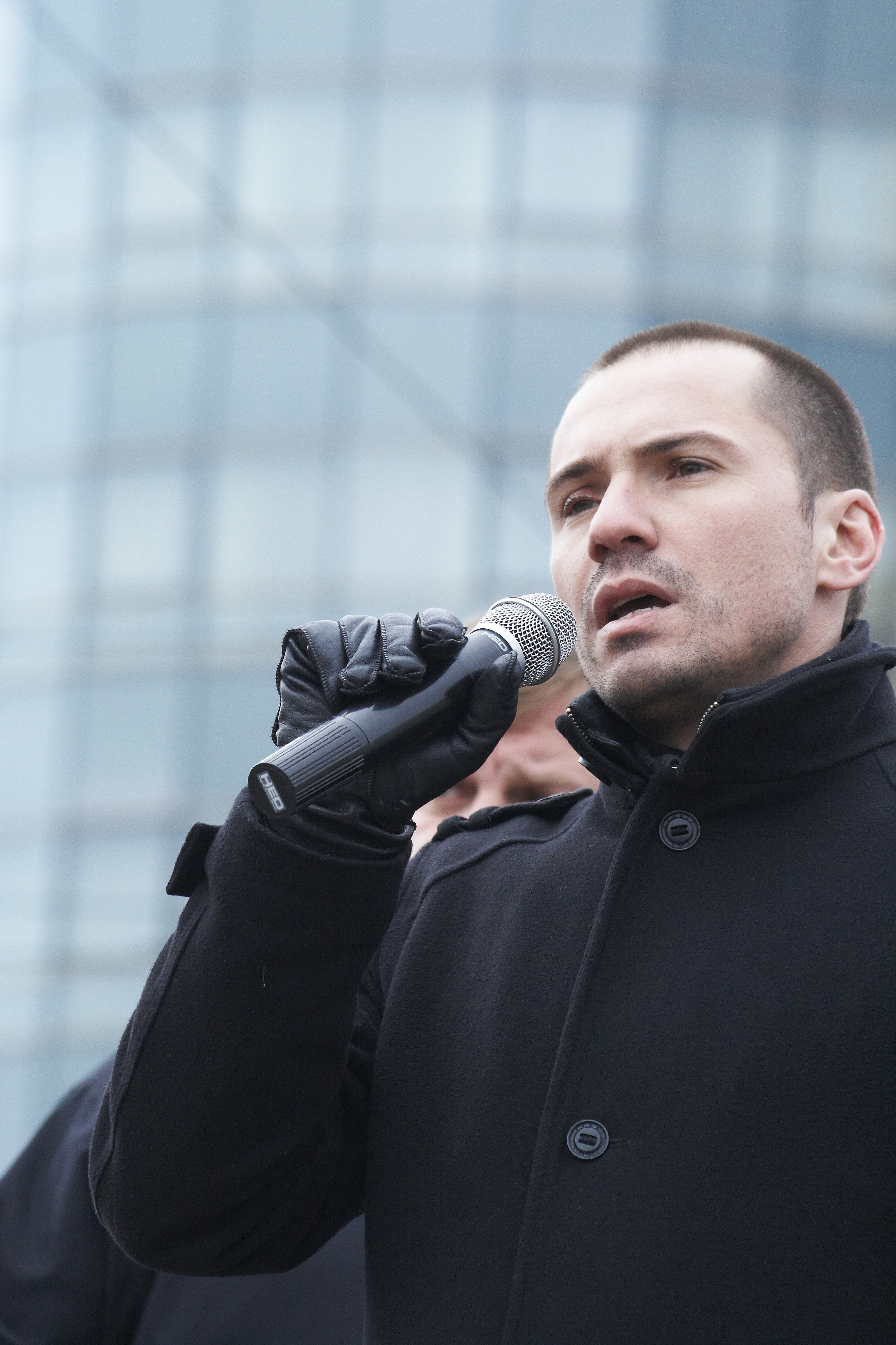
Angel Dzhambazki, VMRO-BND.